# Wrentham (Royaume-Uni)
Pour les articles homonymes, voir Wrentham.
Wrentham est un village et une paroisse civile du Suffolk, en Angleterre.